# Richard Haug
Richard Haug (* 14. März 1908 in Gschwend; † 26. Mai 1998 in Schwäbisch Hall) war evangelischer Pfarrer und Autor.

## Leben
Richard Haug wurde als jüngstes Kind des Pfarrers Karl Haug und seiner Frau Anna, geb. Haspel, geboren. 1912 zog die siebenköpfige Familie nach Michelbach an der Bilz um, wo der Vater eine neue Pfarrstelle antrat. Haug ging in Michelbach zur Schule, dann nach Schwäbisch Hall ins Realgymnasium, anschließend besuchte er die kirchlichen Seminare Schöntal und Urach. Mit dem gleichaltrigen Albrecht Goes verband ihn eine lange Freundschaft. Sie besuchten zusammen eine Gruppe der Jugendbewegung, lasen Hermann Hesse und Gedichte von Rainer Maria Rilke.
Nach dem Abitur studierte er Theologie in Tübingen, Berlin und Marburg, wo er bei Rudolf Bultmann studierte. Seit 1926 war er Mitglied der Studentenverbindung Luginsland Tübingen. Mit 22 Jahren legte er die erste theologische Dienstprüfung ab und wurde in Michelbach ordiniert. Als Vikar war er in Birkenfeld, Rottweil, Klosterreichenbach, Stuttgart-Cannstatt und Marbach am Neckar tätig. 1931 wurde er Assistent bei Professor Karl Fezer an der theologischen Fakultät der Universität Tübingen, von 1933 bis 1936 war er Repetent im Evangelischen Stift in Tübingen. 1936 trat er aus der SA aus, in die er 1933 eingetreten war. 1936 wurde er auf die Pfarrstelle Rot am See berufen.
Während des Kirchenkampfes hielt er als Mitglied der Bekennenden Kirche zahlreiche Vorträge und Predigten in Gemeinden. Als der Landesbischof Theophil Wurm unter Hausarrest gestellt wurde, fuhr Richard Haug mit Studenten nach Stuttgart und hielt vor dem Haus des Bischofs eine Solidaritätskundgebung ab. Trotz Strafandrohungen verlas er von der Kanzel die Abkündigung des Landesbischofs gegen den von den Nationalsozialisten eingerichteten Weltanschauungsunterricht. 1938 wurde ihm verboten Religionsunterricht an der Schule zu halten, er wurde mehrfach verhört. 
Am 30. August 1939 heirateten er und Klara Hutt in der Stuttgarter Stiftskirche. Klara Haug, die eine Ausbildung am Fröbel-Seminar in Stuttgart abgeschlossen hatte, unterstützte nicht nur ihren Mann in der Gemeindearbeit. Sie versorgte während seiner Abwesenheit im Krieg die Gemeinde und hielt illegal Religionsunterricht. 
1940 wurde Richard Haug zum Kriegsdienst als Funker eingezogen, 1942 in Stalingrad verschüttet und schwer verwundet. Er konnte als einer der letzten noch ausgeflogen werden. Nach Lazarettaufenthalten folgte ein erneuter Stellungsbefehl. Im Mai 1945 desertierte Richard Haug, um nicht in sowjetische Gefangenschaft zu geraten. Er ging zu Fuß in 14 Tagen von Freistadt bei Wien nach Rot am See, obwohl er eine Verletzung am Fuß hatte.
1946 trat er eine Pfarrstelle im Evangelischen Oberkirchenrat in Stuttgart an. 1948 wurde er Krankenhauspfarrer am Diakonissenkrankenhaus in Schwäbisch Hall. Dort wurden die Söhne Richard (1948) und Johannes (1951) geboren. 1954 wurde er Pfarrer in Metzingen.
Nach seiner Pensionierung im Jahr 1973 war er noch bis 1978 in der Kirchengemeinde Enslingen tätig. Den Ruhestand verbrachte das Ehepaar in Schwäbisch Hall-Steinbach. In dieser Zeit schrieb Richard Haug mehrere theologische Bücher, insbesondere zur Geschichte des württembergischen Pietismus.

## Werke
- Reich Gottes im Schwabenland, Metzingen, 1981
- Johann Christoph Blumhardt Gestalt und Botschaft, Metzingen 1985
- Christus und die Schöpfung, Stuttgart 1985
- Es komme dein Reich – die Hoffnung der Christenheit bei den schwäbischen Vätern, Stuttgart 1987
- Kirche – Gemeinde Jesu, Stuttgart, 1987
- Neues Leben aus dem Geist, Metzingen 1988
- Johann Albrecht Bengel, in: Unsere Kirche unter Gottes Wort, Stuttgart 1985
- Balthasar Neumann und Johann Albrecht Bengel, in: Deutsches Pfarrerblatt 87.1987
- Engels Theologie der Weltgeschichte, in: Blätter für Württembergische Kirchengeschichte 88.1988
- Johann Christoph Blumhardt, ein Seelenarzt, in: 2000 Jahre Bibelauslegung, Stuttgart 1990